# Coenina cervina
Coenina cervina är en fjärilsart som beskrevs av W. Warren 1899. Coenina cervina ingår i släktet Coenina och familjen mätare. Inga underarter finns listade i Catalogue of Life.